# Maigret et la Grande Perche
Maigret et la Grande Perche est un roman policier de Georges Simenon, publié en 1951 aux Presses de la Cité. Il fait partie de la série des Maigret. 
Simenon a écrit ce roman du 1er au 8 mai 1951 dans sa grande propriété isolée, dénommée Shadow Rock Farm, à Lakeville (Connecticut), États-Unis, soit à quelque 5 800 km de Paris où se déroule l'action.

## Résumé
Ernestine Jussiaume, que Maigret a dû arrêter il y a dix-sept ans alors qu'elle était une prostituée connue sous le surnom de la Grande Perche, vient faire part au commissaire de ses inquiétudes au sujet de son mari. Ce dernier, Alfred le Triste, est un cambrioleur malchanceux spécialisé dans les coffres-forts. Deux jours plus tôt, il s'est introduit chez le dentiste Guillaume Serre pour le cambrioler, lorsqu'il a aperçu dans le bureau le cadavre ensanglanté d'une femme. Effrayé, il s'est enfui et a téléphoné à sa femme pour lui raconter son aventure. Ernestine, qui ignore où se cache son mari, n'a vu qu'une solution : avertir Maigret, que l'on dit si compréhensif... 
Interrogé, Serre nie. Cet homme taciturne vit avec sa mère dans une maison bourgeoise de Neuilly et semble y mener une vie réglée dans les moindres détails. Suivant les conseils de sa mère, femme dominatrice, il s'est remarié avec Maria Van Aerts, une Néerlandaise gaie et fortunée ; celle-ci n'a supporté que deux ans le climat pesant et austère entretenu par le dentiste et sa mère. Le soir du cambriolage, elle devait quitter son mari et rejoindre une amie à Amsterdam. L'enquête apprend à Maigret que Maria n'est jamais arrivée à Amsterdam. 
Bien qu'il ne possède pas de preuves suffisantes, le commissaire fait perquisitionner dans la maison de Neuilly d'où, naturellement, le cadavre a disparu – et soumet Serre à un interrogatoire long et pénible ; au cours de cette « lutte de poids lourds », le dentiste, nullement impressionné, n'avouera rien. Maigret comprend alors qu'il fait fausse route : par son attitude, Serre veut en réalité protéger sa mère, car c'est bien elle qui a tué Maria d'un coup de revolver. En fait, c'est son troisième meurtre : elle avait déjà empoisonné son mari, qui dilapidait sa fortune, et la première épouse de son fils. Pendant toute sa vie, elle a été hantée par la crainte de la misère ; afin de s'assurer un bien-être matériel qui ne lui a pourtant jamais manqué, elle n'hésitait pas à tuer pour s'approprier la fortune de ses proches. Elle s'apprêtait d'ailleurs à empoisonner son fils pour l'empêcher de tout révéler au commissaire. 
Son grand âge lui évitera la peine capitale.

## Aspects particuliers du roman
La complicité entre policiers et gens du milieu devient ici une collaboration volontaire. L’élément le plus attachant du roman est sans doute l’affrontement entre deux hommes de même prestance, Maigret et Serre. 

## Fiche signalétique de l'ouvrage

### Cadre spatio-temporel

#### Espace
Paris. Neuilly-sur-Seine.

#### Temps
Époque contemporaine ; l’enquête dure trois jours et se déroule en été.

### Les personnages

#### Personnages principaux
Guillaume Serre, dentiste, veuf (sa femme est la victime), la cinquantaine. 

#### Autres personnages
- Maria Serre, née Van Aerts, Néerlandaise, seconde épouse de Serre, 49 ans, la victime
- Mme Serre, mère de Guillaume, 76 ans
- Ernestine Jussiaume, née Micou, dite la Grande Perche, ancienne prostituée
- Alfred Jussiaume, dit Alfred le Triste, son mari, cambrioleur.

## Éditions
- Prépublication en feuilleton dans l'hebdomadaire Les Nouvelles littéraires, n° 1258-1269 du 11 octobre au 27 décembre 1951 avec des illustrations de R. Milleret
- Édition originale : Presses de la Cité, 1951
- Livre de poche, n° 14223, 1999  (ISBN 978-2-253-14223-2)
- Tout Simenon, tome 5, Omnibus, 2002  (ISBN 978-2-258-06046-3)
- Tout Maigret, tome 5, Omnibus,  2019  (ISBN 978-2-258-15046-1)

## Adaptations
- Sous le titre The Burglar's Wife, téléfilm anglais de Julian Amyes avec Rupert Davies, diffusé en 1960.
- Maigret et la Grande Perche, téléfilm canadien avec Henri Norbert (Commissaire Maigret), diffusé en 1962.
- Sous le titre Maigret en de inbrekersvrouw, téléfilm néerlandais avec Kees Brusse, diffusé en 1964.
- Maigret et la Grande Perche, téléfilm français de Claude Barma, avec Jean Richard (Commissaire Maigret), Madeleine Renaud (Mme Serre), diffusé en 1974.
- Sous le titre Keishi to kieta shitai, téléfilm japonais de Onada Yoshiki, avec Kinya Aikawa (Commissaire Maigret), diffusé en 1978.
- Maigret et la Grande Perche, téléfilm franco-suisse de Claude Goretta, avec Bruno Cremer (Commissaire Maigret), Michael Lonsdale (M. Serre), Renée Faure (Mme Serre), Anne Bellec (Mme Maigret), diffusé en 1991.
- Sous le titre Maigret and the Burglar's Wife, téléfilm anglais de John Glenister, avec Michael Gambon (Commissaire Maigret), diffusé en 1992.

## Source
- Maurice Piron, Michel Lemoine, L'Univers de Simenon, guide des romans et nouvelles (1931-1972) de Georges Simenon, Presses de la Cité, 1983, p. 330-331  (ISBN 978-2-258-01152-6)